# Akio Mimura
Akio Mimura  (nascido no dia 2 de novembro de 1940) é um executivo japonês. Dentre os diversos cargos que exerceu destacam-se as posições de presidente da Nippon Steel  & Sumitomo Metal, Diretor de Gestão da Nippon Steel e de Presidente do Comitê de Cooperação de Negócios Nipo-australiano.

## Biografia
Akio Mimura nasceu a 2 de novembro de 1940, em Gunma, e estudou na Universidade de Tóquio, formando-se em 1963, e fez MBA na Escola de Negócios de Harvard, formando-se em 1972. Em abril de 1963, ele passou a ser colaborador da Fuji Iron & Steel, que se tornou parte da Nippon Steel, em 1970, que por sua vez tornou-se parte da Nippon Steel & Sumitomo Metal em 2012. Ao longo da carreira, Mimura passou por várias posições de gerência nestas três empresas, sobretudo nas décadas de 1980 e 1990, tornando-se um membro do conselho de administração da Nippon Stell em 1993 e o Diretor de Gestão da mesma em abril de 1997.
Do mês de abril 2003 até o mês de abril 2008, Mimura foi presidente da Nippon Steel & Sumitomo Metal. Após isto se dedicou à presidência do Comitê de Cooperação de Negócios Nipo-australiano, pelo bom desempenho a frente desta função, Mimura foi condecorado pelo governo da Austrália com a maior hona  que este concede a um estrangeiro: Honorário Companheiro da Ordem da Austrália.

### Investimento na Usiminas
Akio Mimura, enquanto presidente da Nippon Steel & Sumitomo Metal sempre priorizou expandir a capacidade de produção da siderúrgica Usiminas, empresa no qual a multinacional japonesa é sócia em cerca em 14%. Durante sua gestão a filial brasileira recebeu um investimento de 8,4 bilhões de Dólares Americanos, em um programa de parceria denominado Soft Alliance, as cidades que receberam mais investimentos neste programa foram Santos, no estado brasileiro de São Paulo, e Ipatinga, no também estado brasileiro de Minas Gerais.

## Prêmios, Honras e Títulos
- Setembro de 2012: Honorário Companheiro da Ordem da Austrália[4][2]
- Outubro de 2012: Doutor honoris causa em Ciências pela Universidade Nacional da Austrália[7]